# كيفن مندوزا
كيفن مندوزا (بالإسبانية: Kevin Mendoza)‏ هو لاعب كرة قدم مكسيكي في مركز الوسط، ولد في 8 يناير 1994 في مدينة مكسيكو في المكسيك. لعب مع Tampa Bay Rowdies ‏.